# رافائله فرارا
رافائله فرارا (ایتالیایی: Raffaele Ferrara؛ زادهٔ ۳۰ اکتبر ۱۹۷۶ ‏(۴۸ سال)) دوچرخه‌سوار اهل ایتالیا است. وی در مسابقات تور دو فرانس شرکت کرده است.